# Гастинель, Анна
Анна Гастинель (фр. Anne Gastinel; род. 14 октября 1971, Тассен, пригород Лиона) — французская виолончелистка.
Окончила Парижскую консерваторию, где училась у Поля Тортелье, Яноша Штаркера и Йо-Йо Ма. Уже к 18-летнему возрасту выступила с концертами в 50 европейских городах. В 1990
победила на Конкурсе Ростроповича. В 1994 г. стала первым академическим инструменталистом, удостоенным премии «Виктуар де ля мюзик» как открытие года (в 2006 г. получила эту премию уже в полновесной номинации, как лучший музыкант года; кроме того, в 1996 г. запись Гастинель концертов для виолончели с оркестром Эдуара Лало и Камиля Сен-Санса с Национальным оркестром Лиона под управлением Клаудио Аббадо получила ту же премию в номинации «Лучшая запись года»). В 1997 г. по решению наследников Пабло Казальса получила право играть на его инструменте.
Кавалер Ордена «За заслуги».